# Hoplolathys aethiopica
Hoplolathys aethiopica är en spindelart som beskrevs av Lodovico di Caporiacco 1947. Hoplolathys aethiopica ingår i släktet Hoplolathys och familjen kardarspindlar.
Artens utbredningsområde är Etiopien. Inga underarter finns listade i Catalogue of Life.